# Lucius Malfoy
Lucius Malfoy (rođ. 1954.) imaginarni je lik i negativac u romanima o Harryju Potteru britanske spisateljice J. K. Rowling. 
Čistokrvni je čarobnjak, sin Abraxasa Malfoya, muž Narcisse Black i otac Draca Malfoya. Pohađao je Hogwarts, gdje je postao i prefekt Slytherinskog doma. Kao odrastao čovjek, bio je aristokrat i patrijarh obitelji Malfoy, i snažno je vjerovao u ideologiju čiste krvi i nadmoći čistokrvnih čarobnjaka. Pridružio se Smrtonošama, koji su dijelili njegova vjerovanja, i s njima je sudjelovao u Prvom čarobnjačkom ratu.
Nakon prvog poraza Lorda Voldemorta, Lucius je uspio izbjeći zatvaranje u Azkaban pretvarajući se da je bio pod utjecajem kletve Imperius. On i obitelj ostali su članovi socijalne elite, iako je Lucius nastavio demonstrirati svoje predrasude. Pokušao je sabotirati karijeru Arthura Weasleyja podvalivši Ginny stari dnevnik Toma Riddlea, uz pomoć kojeg je 1992. otvorena Odaja tajni, a 1994. je sudjelovao u sramoćenju bezjačke obitelji, nakon Svjetskog prvenstva u metloboju.
Kada se Voldemort vratio u svoje tijelo, Lucius ga je ponovno služio kao Smrtonoša, vodeći misiju uzimanja proročanstva koje je Voldemort želio. Tijekom bitke proročanstvo se razbilo, a Lucius je, zajedno sa suborcima Smrtonošama, završio u Azkabanu. Iako ih je Voldemort izbavio iz zatvora 1997., bio je nezadovoljan Luciusovom neuspjesima, i pokazivao je otvoren prijezir prema njegovoj obitelji. Lucius je s obitelji napokon prebjegao pri zaključenju Drugog čarobnjačkog rata.
Nakon Voldemortova poraza, on i obitelj pardonirani su bez služenja kazne u Azkabanu. Nakon što se Draco oženio Astoriom Greengrass, Lucius i Narcissa dobili su unuka, Scorpiusa.
U filmovima o Harryju Potteru Luciusa Malfoyja glumi britanski glumac Jason Isaacs.